# Anomalotinea paepalella
Anomalotinea paepalella är en fjärilsart som beskrevs av Walsingham 1907. Anomalotinea paepalella ingår i släktet Anomalotinea och familjen äkta malar. Inga underarter finns listade i Catalogue of Life.